# Biom
     pokrywy lodowe i pustynie polarne
     tundra
     tajga
     las liściasty strefy umiarkowanej
     stepy
     podzwrotnikowy las tropikalny
     roślinność śródziemnomorska
     lasy monsunowe
     pustynie jałowe
     sucha roślinność
     suche stepy
     pustynie półsuche
     sawanna trawiasta
     sawanna drzewiasta
     las podzwrotnikowy suchy
     lasy tropikalne
     tundra alpejska
     lasy górskie

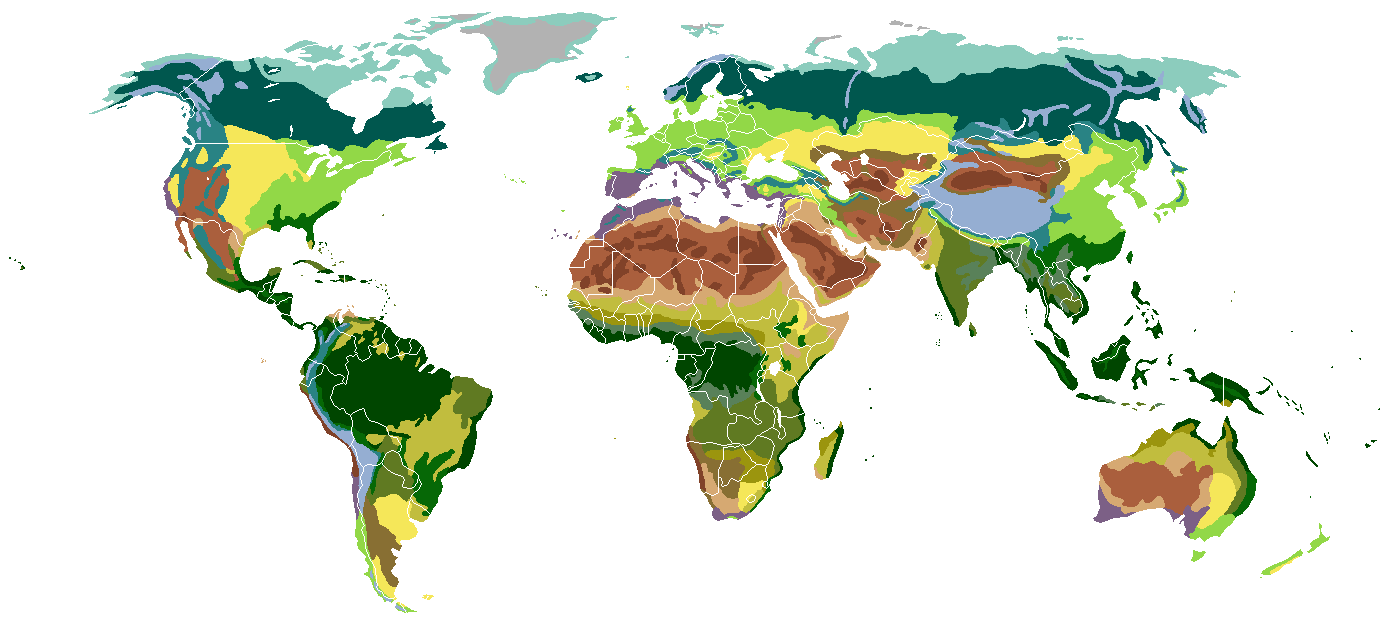
Rozmieszczenie biomów według jednego z systemów klasyfikacji
pokrywy lodowe i pustynie polarne
tundra
tajga
las liściasty strefy umiarkowanej
stepy
podzwrotnikowy las tropikalny
roślinność śródziemnomorska
lasy monsunowe
pustynie jałowe
sucha roślinność
suche stepy
pustynie półsuche
sawanna trawiasta
sawanna drzewiasta
las podzwrotnikowy suchy
lasy tropikalne
tundra alpejska
lasy górskie

Biom – rozległy obszar o określonym klimacie, charakterystycznej szacie roślinnej i szczególnym świecie zwierzęcym. Typ roślinności biomu jest charakterystyczny, choć skład gatunkowy może być różny w zależności od położenia geograficznego i historii flory. Podobnie rzecz się ma ze składem gatunkowym zwierząt. O zaliczeniu różnych obszarów do tego samego biomu decyduje podobieństwo fizjonomiczne, a nie pokrewieństwo zasiedlających je organizmów i ich zespołów (które to pokrewieństwo z kolei decyduje o wydzielaniu państw zoogeograficznych i fitogeograficznych). Większe biomy wyróżnia się na podstawie roślinności i dużych zwierząt, często ssaków.

## Biomy a formacje roślinne
Przyczyną pewnego zamieszania w terminologii ekologicznej dotyczącej tego tematu jest fakt, że ekolodzy anglojęzyczni czasem używają wymiennie określenia biom i formacja roślinna. W ujęciu powszechnie przyjętym biom jest pojęciem abstrakcyjnym, rodzajem kategorii, grupującej jednostki niższe. Jednakże należy pamiętać, że zespoły wchodzące w skład poszczególnych biomów mogą w ogóle nie być spokrewnione. Przykładem mogą być lasy liściaste Ameryki Północnej i Południowej. Wchodzą one w skład biomu las strefy umiarkowanej, jednakże niektóre gatunki w nich występujące nie są ze sobą spokrewnione. Podobnie ma się rzecz z biomem pustynia, który zawiera w sobie zupełnie odmienne pod względem składu gatunkowego pustynie Australii i Afryki. Im mniej barier oraz im krótsza izolacja różnych obszarów tego samego biomu, tym wikaryzujące (tj. odpowiadające sobie) gatunki są bliżej spokrewnione. Np. flora i fauna makii europejskiej i azjatyckiej są niemal takie same, od flory i fauny chaparralu różni się nieznacznie (np. występują inne gatunki z tego samego rodzaju, gdyż wyewoluowały od wspólnych przodków zasiedlających Laurazję, a różnią się dość mocno od odpowiednich formacji, np. fynbosu, których flory i fauny wyewoluowały pod przodków zasiedlających Gondwanę.

## Rodzaje biomów
Najprostsza klasyfikacja biomów to podział na lądowe i wodne. Ze względu na strefowość dzieli się natomiast biomy na:
- strefowe (zonalne)
- niestrefowe (azonalne)
- pozastrefowe (ekstrazonalne)
- międzystrefowe (intrazonalne)
- nizinne (anakimatyczne)
- wyżynne (unakimatyczne)

## Biomy na kuli ziemskiej
| Nazwa biomu                                                            | Klimat                                                                                                | Rośliny | Typy roślinności                                                       | Zwierzęta                                                                                         | Działalność człowieka | Położenie |
| ---------------------------------------------------------------------- | --- | --- | ---------------------------------------------------------------------- | ------------------------------------------------------------------------------------------------- | --- | --- |
| Pustynie lodowe                                                        | polarny – istnieje tutaj noc polarna i dzień polarny. Temperatura poniżej 0 °C.                       | Brak | Brak                                                                   | Kryl, ryby, foki, pingwiny, mewy, albatrosy                                                       | Badania naukowe | Ocean Arktyczny, Antarktyda                                                                                            |
| Tundra                                                                 | subpolarny – zima mroźna i długa, chłodne i krótkie lata.                                             | Mchy, porosty, trawy, borówki, krzewinki: różne karłowate gatunki wierzb, brzóz.                                                                                        | Brak                                                                   | Renifery, lemingi, woły piżmowe, zając bielak, puchacz śnieżny, lisy polarne, łasicowate, wilki.  | Wydobywa się tu gaz ziemny i ropę naftową                                                                                                | Północne i południowe skraje Ameryki, północny skraj Eurazji                                                           |
| Tajga                                                                  | umiarkowany chłodny kontynentalny – długa mroźna i śnieżna zima                                       | borówki, mchy, drzewa iglaste Grzyby | tajga ciemna, tajga jasna, torfowiska                                  | Dużo rodzajów ptaków, łosie, rosomaki, niedźwiedzie, lisy, wilki, rysie, borsuki, gronostaje      | Wydobywa się tu ropę naftową, węgiel kamienny, złoto, rudy metali i drewno                                                               | Północna część Ameryki Północnej, Azji oraz północno-wschodnia część Europy                                            |
| Lasy liściaste zrzucające liście na zimę                               | umiarkowany ciepły morski lub przejściowy – lato jest ciepłe, a zima łagodna                          | dąb, brzoza, buk, grab, olcha, paprocie, mchy | grądy, buczyny, bory iglaste i mieszane, lasy łęgowe, łąki, torfowiska | roztocze, ślimaki, żaby, jaszczurki, krety, jeże, ryjówki, ptaki, gryzonie, sarny, dziki          | Wycinanie lasów, ziemia zajęta pod uprawy                                                                                                | Zajmują znaczną część Europy, Azji i Ameryki Północnej                                                                 |
| Lasy i zarośla twardolistne (Strefa podzwrotnikowa – śródziemnomorska) | klimat podzwrotnikowy morski – łagodna i wilgotna zima oraz suche i gorące lato                       | dęby, pistacje. Są przystosowane do ograniczonego parowania, więc mają twarde, skórzaste liście. Wydzielają także olejki eteryczne (tymianek, rozmaryn, wawrzyn (laur)) | makia, chaparral, fynbos, scrub, lasy świetliste, lasy wawrzynolistne  | daniele, dzikie owce, kozice, koziorożce, nietoperze, muflony                                     | Uprawia się tu oliwki, winorośl i figowce                                                                                                | Basen Morza Śródziemnego, Afryka Południowa, Kalifornia, Chile, i Australia                                            |
| Stepy – Zwane „morzem traw”                                            | umiarkowany ciepły lub podzwrotnikowy, suchy kontynentalny – gorące, suche lato, zimy mogą być mroźne | Głównie rośliny zielne, trawy. | Pastwiska                                                              | koń Przewalskiego, osły, pieski preriowe, susły, chomiki, wilki, lisy, orły, sowy, myszołowy      | Na terenach bardziej mokrych uprawia się zboża, soję, kukurydzę, buraki cukrowe oraz marchew. Bardziej suche tereny służą jako pastwiska | Stepy występują w Europie, Azji, Ameryce Północnej i Południowej                                                       |
| Pustynie                                                               | zwrotnikowy skrajnie lub wybitnie suchy, silne nasłonecznienie                                        | Kaktusy, palmy daktylowe, roślinność jest uboga | pustynie, półpustynie                                                  | Owady, pająki, skorpiony, jaszczurki, węże, lisy pustynne, wielbłądy, antylopy                    | Wydobywanie ropy naftowej | Afryka północna i południowa, zachód Ameryki Północnej, centralna Australia, zachód Ameryki Południowej, Azja środkowa |
| Sawanny                                                                | podrównikowy suchy – dwie pory: pora deszczowa (dłuższa) i pora sucha (krótsza)                       | Trawy i drzewa (akacje) | sawanna parkowa, lasy galeriowe, miombo, caatinga, llanos              | Owady, zebry, bawoły, nosorożce, słonie, żyrafy, strusie, lwy, lamparty i szakale                 | Uprawia się tu proso, kukurydzę, bawełnę oraz orzeszki ziemne                                                                            | Duże obszary Australii i Afryki. Znajdują się też w południowej części Azji i Ameryki Południowej                      |
| Wilgotne lasy równikowe                                                | równikowy wilgotny – brak pór roku. Obfite, całoroczne opady.                                         | Storczykowate, paprocie. Wysokie drzewa | wilgotny las równikowy, las mglisty                                    | Goryle, orangutany, papugi, śmiertelnie trujące żaby, motyle, termity, węże, kameleony, gryzonie. | Plantacje kakaowca, bananów, ananasów, kawy, herbaty                                                                                     | Środkowa Afryka, północna Ameryka Południowa, południowa Azja                                                          |